# Kinesko ratno zrakoplovstvo
Kinesko ratno zrakoplovstvo (zho. 中国人民解放军空军) jedno je od grana oružanih snaga Narodne Republike Kine. U 2010. godini u KRZ-u služilo je oko 330.000 vojnika i preko 2500 zrakoplova. KRZ je najveće ratno zrakoplovstvo u Aziji i drugo najveće zrakoplovstvo u svijetu, nakon Zračnih snaga Sjedinjenih Američkih Država. Njegova je uloga obrana NR Kine i njenih interesa od eventualne strane agresije, kao i pružanje humanitarne pomoći u slučajevima elementarnih katastrofa. 

## Povijest
Ratno zrakoplovstvo Kineske narodne oslobodilačke vojske je osnovano 11. studenog 1949., ubrzo nakon osnivanja Narodne Republike Kine. Kineska narodna oslobodilačka vojska prije tog datuma nije imala mnogo letjelica. Prva službena formacija Kineske narodne oslobodilačke vojske, letački vod Nanyuan, formiran je tek u ljeto 1949. KRZ se borio u Korejskom ratu, koristeći MiG-ove 15 (izrađene u Sovjetskom savezu), koji su u KRZ-u nosili naziv J-2. Obuku su im pružali sovjetski instruktori. Korejski rat je također pripomogao kineskoj zrakoplovnoj industriji, opet kao tehnička pomoć Sovjetskog saveza. Tvornica zrakoplova Shenyang izradila je dvosjednu inačicu MiG-a 15, koju su nazvali JJ-2, a izrađivala je i razne rezervne dijelove za preostale zrakoplove KRZ-a. Ubrzo su počeli proizvoditi i derivate sovjetskih zrakoplova, izrađene po licenci, poput J-5 (verzija MiG-a 17) u 1956., J-6 (verzija MiG-a 19) u 1959. te J-7 (verzija MiG-a 21) u 1967.
Zbog zahlađenja političkih odnosa između NR Kine i Sovjetskog saveza u 1960-ima, u tom se periodu prekinula i vojnotehnička suradnja. Također, događaji poput Velikog iskoraka s kraja 1950-ih i početka 1960-ih, te Kulturna revolucija s kraja 1960-ih, koja je trajala gotovo cijelo desetljeće, dodatno su negativno utjecali na kineski industrijski i tehnološki razvoj. Iz toga nije čudno da je razvoj KRZ-a, tehnički, tehnološki, ali i doktrinalni, u tom periodu gotovo stagnirao. Najbolji je primjer za to razvoj J-8, prvog kineskog borbenog zrakoplova konstruiranog u Kini (s vidljivim tehnološkim utjecajem sovjetske industrije) koji je započeo 1960-ih, a u raznim je oblicima trajao sljedeća tri desetljeća. 
Tijekom 1980-ih KRZ počelo se reorganizirati zbog smanjenja ukupne veličine kineskih oružanih snaga. Prije te reorganizacije, KRZ je imalo četiri zasebne grane: granu zračne obrane, granu jurišnih zrakoplova, granu bombarderskih zrakoplova te granu nezavisnih zračnih regimenti. Svaka od sedam regija vojnog zapovjedništva zasebno je organizirala obranu, pod naredbama centralnog zapovjedništva. Najveća je postrojba bila divizija koja je obično imala 17.000 ljudi, podijeljenih u tri regimente. Tipična je regimenta imala tri eskadrile, a svaka eskadrila imala je tri grupe. Grupa je obično imala tri ili četiri zrakoplova. KRZ je tada pod sobom imalo i 220.000 ljudi u službi protuzračne obrane koji su upravljali s oko 100-tinjak PZO lokacija te s oko 16.000 PZ topova. Mreža radara za rano uzbunjivanje bila je podijeljena na 22 neovisne regimente.
Tijekom 80-ih i ranih 90-ih KRZ je tehnološki još uvijek znatno zaostajao za zapadnim, pa i sovjetskim/ruskim zračnim snagama. Glavnu su napadačku snagu tvorili J-6 i J-7 zrakoplovi koji su tehnološki još bili na nivou 60-ih, a takvo im je bilo i naoružanje. PZO regimente djelovale su s kineskim izvedenicama starih SA-2 raketa, koje tehnološki također datiraju iz 1960-ih. Početkom 80-ih došlo je do tehničke i tehnološke suradnje NR Kine i zapadnih sila, SAD-a, Francuske i Britanije, no plodovi te suradnje nisu bili jasno vidljivi do 1990-ih. Ta je suradnja, pak, naprasno prekinuta 1989., nakon što su prosvjedi na trgu Tiananmen, odnosno kineska reakcija na iste, izazvali žestoko političko protivljenje na Zapadu. Između ostaloga, Kini su nametnute sankcije na prodaju vojne opreme sa zapada. Ipak, proteklo je desetljeće uvelike pomoglo kineskoj zrakoplovnoj industriji te su iz tog razdoblja nastali zrakoplovi poput jurišnika JH-7 te druge generacije presretača J-8, koji su i danas u službi KRZ-a.
Kako su se navedeni događaji poklopili s padom Sovjetskog Saveza, odnosno teškom ekonomskom situacijom u Rusiji koja je nastala nakon pada Sovjetskog Saveza, kineska je vojna industrija odjednom dobila priliku ponovo surađivati s ruskim znanstvenicima i inženjerima, a kineske su oružane snage dobile priliku nabaviti tada još relativno novu rusku vojnu tehniku. 1990-e bile su novo zlatno doba kinesko-ruske suradnje i KRZ je tada dobio još jedan tehnološki uzlet. 
KRZ je od Rusije u tom razdoblju nabavio sustave protuzračne obrane S-300, kao i tehnologiju koja je pomogla domaćim kineskim proizvođačima da usavrši vlastiti dalekometni PZ sustav HQ-9. KRZ je kupio zrakoplove Su-27 te ugovorio daljnju licencnu proizvodnju istih pod nazivom J-11.
Početkom 2000-ih kupljeni su i Su-30 višenamjenski borbeni zrakoplovi, a KRZ je konačno u većem broju dobio priliku koristiti vođene projektile zrak-zemlja, kao i dalekometne vođene projektile zrak-zrak.
Istodobno je, tijekom prvog desetljeća novog milenija, kineska tehnološka i industrijska baza postala dovoljno jaka da KRZ-u ponudi dovoljno kvalitetne proizvode koji su krajem tog desetljeća sve više počeli istiskivati ruske sustave. 2003. godine u službu je uveden J-10, prvi kineski moderni višenamjenski borbeni zrakoplov, razvijen većinom domaćom tehnologijom. 
Tijekom zadnja dva desetljeća KRZ se brojčano smanjio, kako u ljudstvu tako i u broju zrakoplova. Procjenjuje se da je 1982. godine KRZ operirao 4750 zrakoplova. Današnje procjene se kreću oko 2500 zrakoplova. Isto tako, s nekdašnjih je 50 divizija, organizacija KRZ-a smanjena na 33 divizije.

## Obuka
Kinesko je ratno zrakoplovstvo tijekom desetljeća dugo pratilo sovjetski model obuke, kao i broj sati naleta njihovih pilota. Tijekom kulturalne revolucije standardi obuke, kao i sati naleta, drastično su pali, no tijekom zadnjih 20-ak godina KRZ se udaljio od starog sovjetskog modela i približava se zapadnom modelu treninga, po načinu i po satima naleta. U tijeku je preobrazba programa obuke kojoj je cilj ukupno trajanje obuke smanjiti na 5-7 godina, zbog intenzivnijeg treninga i više sati letenja, s dosadašnjeg trajanja obuke koja se protezala na 10 godina.
Nakon teorijskog dijela nastave kineski se piloti obučavaju na osnovnim trenažnicima CJ-6, a potom prelaze na naprednije mlazne trenažnike JL-8. Završetak obuke izvodi se na specijaliziranim dvosjednim inačicama zrakoplova na kakvima će i inače letjeti, poput JJ-7, QJ-5, J-10AS, J-11BS i sličnima.
Današnji se piloti KRZ-a posebno obučavaju za različite situacije, od niskog letenja, djelovanja u noćnim uvjetima do djelovanja iznad vode i letenja u različitim vremenskim uvjetima. Osnovane su eskadrile za DACT obuku koje simuliraju tehničke i tehnološke sposobnosti mogućih agresora, poput onih koje djeluju u zapadnim ratnim zrakoplovstvima. Po pitanju sati naleta, današnji KRZ se kreće od 130-150 sati naleta godišnje po pilotu za starije tipove zrakoplova poput J-7 i J-8 koji zahtijevaju relativno mnogo održavanja, do 180 sati naleta godišnje za pilote na novijim tipovima zrakoplova u inventaru, poput raznih izvedenica Su-27. Tijekom zadnjeg desetljeća primijećen je i veći broj združenih vježbi KRZ-a i drugih grana Kineske narodne oslobodilačke vojske ciljem bolje interoperabilnosti spomenutih grana u zajedničkim djelovanjima.

## Organizacija
Oprema i ljudstvo Kineskog ratnog zrakoplovstva raspoređeni su unutar sedam regionalnih zračnih sila KRZ-a, koje odgovaraju sedam vojnih regija Kineske narodne oslobodilačke vojske. Trenutačno se u KRZ-u odvija organizacijska reforma. Dosad je svako regionalno zapovjedništvo bilo podijeljeno na divizije, koje mogu biti lovačke, jurišne, transportne ili bombarderske. Svaka divizija bila je podijeljena na regimente (ekvivalent eskadrila), iako su neke regije uz redovne regimente iz divizija operirale i neovisne regimente. Brojnost zrakoplova unutar regimente varira ovisno o tipu zrakoplova odnosno namjeni regimente. Za bombardere H-6 to je između 12 i 16 zrakoplova, regimente J-11 i JH-7 imaju po 24 zrakoplova, regimente J-7 i J-10 između 24 i 28 zrakoplova, a J-8 i J-11 imaju po 24 zrakoplova. Nova organizacija mijenja divizije s brigadama koje su šireg opsega nego dotadašnje divizije. Također, u dosadašnjoj su organizaciji centri za školovanje pilota bili podređeni regionalnim vojnim zapovjedništvima dok se ovom reformom te škole decentraliziraju te se svakoj brigadi dodjeljuje manji centar za obuku pilota.
Također, pod izravnim su zapovjedništvom generalštaba KRZ-a i zračnodesantne snage 15. korpusa, koji je dalje podijeljen u tri divizije s ukupno oko 30.000 vojnika. KRZ aktivno djeluje s 134 zrakoplovne baze diljem Kine koje su pod njihovim zapovjedništvom. U slučaju potrebe broj zračnih baza za djelovanje uključio bi i 21 bazu Mornaričkog zrakoplovstva Kineske ratne mornarice te nepoznat broj civilinih aerodroma i provizornih pisti. 

## Letjelice i naoružanje
Inventar KRZ-a danas se sastoji od mješavine stare i moderne zračne tehnike. Stoga je nemalim dijelom njihova flota jasno podijeljena na zrakoplove rađene za lovačke zadaće, zrakoplove za jurišne zadaće, izviđačke zadaće i slično. Tek je manji broj zrakoplova u inventaru višenamjenski. Najstariji zrakoplovi su J-7 B/H stare generacije, lokalno proizvedene kopije starog sovjetskog lovca MiG-21, proizvedeni od druge polovice 80-ih te tijekom prve polovice 90-ih, koji služe u 7 regimenta te J-7 E/G, temeljito modernizirane inačice proizvedene od druge polovice 90-ih do pred kraj 2000-ih, koji služe u 11 regimenta. Borbeni modeli zrakoplova J-7 više se ne proizvode za potrebe KRZ-a. J-7 služe kao lovci-presretači kratkog dometa. Polako se povlače iz uporabe, a mijenjaju ih novi J-10.
Drugi najstariji model lovca/presretača u KRZ-u čine J-8II, također lovci-presretači, koji se više ne proizvode i polako se povlače iz uporabe, a mijenjaju ih J-11B. U KRZ-u služe još dvije regimente starih modela J-8 B/D, proizvedenih u drugoj polovici 80-ih i prvoj polovici 90-ih. Uz njih u četiri regimente služe i J-8 F/H, prvi kineski zrakoplovi s mogućnošću borbe na udaljenostima van vizualnog dometa. Isti su bili proizvedeni krajem 90-ih te tijekom 2000-ih. Izviđačke varijante J-8, J-8R i novija varijanta J-8FR (koja je ujedno i jedina varijanta J-8 koja se još proizvodi) služe u dvije izviđačke regimente.
Inventar lovaca upotpunjuju Su-27SK, njegova kineska, lokalno sklopljena varijanta, J-11A, te modernizirana verzija letjelice s domaće proizvedenim podsustavima, J-11B. Zajedno s trenažnim, dvosjednim inačicama Su-27UBK i J-11BS, spomenuta flota ima 12 regimenti, od čega novija inačica J-11B ima 6 regimenti. Svi navedeni Suhoji i njihove kineske izvedenice koriste se za lovačke zadaće; zasad nema dokaza da su osposobljeni za borbena djelovanja vođenim sredstvima po ciljevima na tlu. Dvosjedne inačice spomenutih zrakoplova su, s druge strane, posve funkcionalni lovci, sa svim potrebnim sustavima. Novoproizvedeni primjerci J-11B mijenjaju stare modele J-8 koji se umirovljavaju, kao i najranije primjerke Su-27SK/UBK koji su nabavljeni početkom 90-ih te su dosad, zbog opsežnog korištenja, istrošili sve svoje letne resurse.
Uz moderne J-11B, modernu okosnicu lovačkih snaga čine i višenamjenski lovci J-10A, zajedno sa svojim dvosjednim trenažnim verzijama J-10S. Trenutno služe u 7 regimenti u KRZ-u, a nedavno je njima opremljen i akrobatski tim KRZ-a "Prvi kolovoza". J-10 su prvenstveno namijenjeni za zračnu borbu iako su, za razliku od većine drugih lovaca u KRZ-u, viđeni i da tijekom vojnih vježbi djeluju s laserski navođenim bombama te imaju određene višenamjenske sposobnosti.
Drugi višenamjenski model zrakoplova u KRZ-u čine Suhoji Su-30MKK, kupljeni od Rusije početkom 2000-ih. Osposobljeni su za širok raspon vođenih ubojnih sredstava za djelovanje po tlu i po zraku. U službi u KRZ-u djeluju u tri redovite regimente te jednoj regimenti za agresorsku obuku, gdje glume protivničke zrakoplove.
Za djelovanje po tlu, odnosno za jurišne misije, KRZ koriste dvije vrste zrakoplova. Manji, stariji i svakako manje sposobni su Q-5, koji se više ne proizvodeorbenim inačicama i koji se povlače iz uporabe. Q-5 se koriste u ukupno 7 redovnih regimenti KRZ-a, od čega u dvije djeluju posljednji modeli, Q-5 L, koji su opremljeni za djelovanje laserski vođenim bombama. Ostalih pet regimenti čine stariji D i E modeli, a određeni broj starijih modela služi i za trening u trenažnim regimentama. Zrakoplovi Q-5 imaju ograničene mogućnosti samoobrane od neprijateljskih lovaca, no zapravo su isključivo namijenjeni djelovanju po ciljevima na tlu u misijama koje ne zahtijevaju velike domete.
Q-5 polako mijenja noviji i osjetno veći model JH-7, koji se, iako se radi o tehnološki relativno staroj konstrukciji, i dalje proizvodi. U KRZ-u djeluje 5 regimenti tog zrakoplova, u novijoj varijanti JH-7A koja datira iz početka 2000-ih. Iako zrakoplovi posjeduju radar i nose rakete zrak-zrak za samoobranu, namijenjeni su djelovanju po ciljevima na tlu iz relativno širokog raspona vođenih i nevođenih ubojnih sredstava domaće, kineske proizvodnje.
Jedini bombarder u KRZ-u je H-6, kineska verzija sovjetskog bombardera Tu-16. Kao i američki B-52, i H-6 u kineskoj službi djeluje već desetljećima, a nove verzije se i dalje proizvode, što upućuje na daljnje korištenje istih još barem nekoliko narednih desetljeća. U KRZ-u djeluju 5 regimenti modela H-6H koji datiraju iz druge polovice 1990-ih, te se koriste kao nosači kratkodometnih vođenih raketa, te jedna regimenta H-6M, koji datiraju iz 2000-ih te nose modernije verzije malih, taktičkih krstarećih raketa KD-88 te dalekometne krstareće rakete CJ-10K. U procesu je uvođenje u službu najnovijeg modela H-6K, opsežno izmijenjene verzije tog starog bombardera, koji ima povećani kapacitet nošenja krstarećih raketa i povećan domet. Prva regimenta još nije posve oformljena i taj model najvjerojatnije još nije službeno uveden u službu.
Zrakoplovi za rano upozoravanje u KRZ-u su prisutni u dvije varijante: KJ-2000, temeljen na sovjetskom transportnom zrakoplovu Il-76 te KJ-200, temeljen na kineskom transportnom zrakoplovu Y-8 (koji je sam temeljen na sovjetsko-ukrajinskom An-12) Sami radarski sustavi na obje vrste zrakoplova moderni su sustavi temeljeni na aktivnim elektronički upravljanim antenama te svojim fizičkim izgledom podsjećaju na izraelsko rješenje Phalcon sustava (na KJ-2000) odnosno švedsko rješenje Erieye sustava (na KJ-200).

## Avioni Kineskog ratnog zrakoplovstva i Ratnog zrakoplovstva kineske ratne mornarice
| Zrakoplov                                     | Slika              | Podrijetlo                 | Tip                                | Inačice            | U aktivnoj uporabi       | U aktivnoj uporabi | Komentar                                  |                    |                    |
| Lovački zrakoplovi                            | Lovački zrakoplovi | Lovački zrakoplovi         | Lovački zrakoplovi                 | Lovački zrakoplovi | Lovački zrakoplovi       | Lovački zrakoplovi | Lovački zrakoplovi                        | Lovački zrakoplovi | Lovački zrakoplovi |
| --------------------------------------------- | ------------------ | -------------------------- | ---------------------------------- | ------------------ | ------------------------ | ------------------ | ----------------------------------------- | ------------------ | ------------------ |
| Chengdu J-10                                  |                    | NR Kina                    | Višenamjenski lovački              | J-10A/SJ-10B       | 190                      | 300 50             | J-10B ušao u uporabu tijekom 2015. godine |                    |                    |
| Suhoj Su-30MKK                                |                    | Rusija                     | Višenamjenski lovački              | Su-30MKK           | ~76 (in 2009)            | ~100               |                                           |                    |                    |
| Shenyang J-11                                 |                    | NR Kina                    | Višenamjenski lovački              | J-11AJ-11B         | 120                      | 100180             | Naručeno dodatnih 90 zrakoplova.          |                    |                    |
| Suhoj Su-27                                   |                    | Rusija                     | Lovački                            | Su-27SKSu-27UBK    | 53 (u 2009.)16 (u 2009.) | 52                 |                                           |                    |                    |
| Shenyang J-8                                  |                    | NR Kina                    | Lovački zrakoplov za presretanje   | J-8B/DJ-8F/H       | 180                      | ~60~80             |                                           |                    |                    |
| Chengdu J-7                                   |                    | NR Kina                    | Lovački zrakoplov za presretanje   | J-7II/HJ-7E/G      | 290                      | 458~280            | Naručeno 40 zrakoplova kao školski JJ-7   |                    |                    |
| Chengdu J-20                                  |                    | NR Kina                    | Lovački                            |                    | 150 (2021)               | 150 (2021)         |                                           |                    |                    |
| Jurišni zrakoplovi                            |                    |                            |                                    |                    |                          |                    |                                           |                    |                    |
| Xian JH-7                                     |                    | NR Kina                    | Lovac bombarder                    | JH-7/A             | 60                       | 240                |                                           |                    |                    |
| Nanchang Q-5                                  |                    | NR Kina                    | Bliska zračna podrška              | Q-5DQ-5E/L         | 120 to 240               | 12060              | Ne rade se više.                          |                    |                    |
| Bombarder                                     |                    |                            |                                    |                    |                          |                    |                                           |                    |                    |
| Xian H-6                                      |                    | NR Kina                    | Strateški bombarder                | H-6G/H/MH-6K       | 110                      | ~90~30             |                                           |                    |                    |
| Zrakoplovi za nadgledanje i rano upozoravanje |                    |                            |                                    |                    |                          |                    |                                           |                    |                    |
| KJ-2000                                       |                    | NR Kina                    | AWAC                               | KJ-2000            | 5                        | 4                  |                                           |                    |                    |
| KJ-200                                        |                    | NR Kina                    | AEW&C                              | KJ-200             | 2                        | 11                 |                                           |                    |                    |
| KJ-500                                        |                    | Kina                       | AEW&C                              | KJ-500             | 3                        |                    |                                           |                    |                    |
| Školski zrakoplovi                            |                    |                            |                                    |                    |                          |                    |                                           |                    |                    |
| Nanchang CJ-6                                 |                    | NR Kina                    | Osnovno školovanje                 | CJ-6               | Nepoznato                | 370                |                                           |                    |                    |
| Hongdu JL-8                                   |                    | NR Kina Pakistan           | Mlazni školski zrakoplov           | JL-8               | 190                      | 296                |                                           |                    |                    |
| Hongdu L-15                                   |                    | NR Kina                    | Mlazni nadzvučni školski zrakoplov | L-15               | 2                        |                    |                                           |                    |                    |
| Harbin HC-120                                 |                    | NR Kina Francuska Singapur | Helicopter Trainer                 | HC-120             | 26                       |                    | Naručeno dodatnih 130 zrakoplova.         |                    |                    |
| Transportni zrakoplovi                        |                    |                            |                                    |                    |                          |                    |                                           |                    |                    |
| Iljušin Il-76                                 |                    | SSSR/ Rusija               | Transportni                        | Iljušin Il-76 MD   | 20                       | 24                 | Naručeno dodatnih 30 zrakoplova.          |                    |                    |
| Harbin Y-12                                   |                    | NR Kina                    | Laki transportni                   | Y-12               | Nepoznato                | 4                  |                                           |                    |                    |
| Harbin Y-11                                   |                    | NR Kina                    | Laki transportni                   | Y-11               | 50                       |                    |                                           |                    |                    |
| Shaanxi Y-8                                   |                    | NR Kina                    | Transportni                        | Y-8                | 45                       | 38                 |                                           |                    |                    |
| Xi'an Y-7/Xian MA60                           |                    | NR Kina                    | Laki transportni                   | Y-7                | 80/4                     | 36                 |                                           |                    |                    |
| Shijiazhuang Y-5                              |                    | NR Kina                    | Laki transportni                   | Y-5                | 300                      | 70                 |                                           |                    |                    |
| Bombardier Challenger 600                     |                    | Kanada                     | VIP transportni                    | CL 601             | 5                        |                    |                                           |                    |                    |
| Tupoljev Tu-154                               |                    | SSSR                       | VIP transportni                    | Tu-154M            | 7                        |                    |                                           |                    |                    |
| Nadopuna goriva tijekom leta                  |                    |                            |                                    |                    |                          |                    |                                           |                    |                    |
| Iljušin Il-78                                 |                    | SSSR/ Rusija               | Avio cisterna                      | IL-78              | 8 on order .             | 3                  |                                           |                    |                    |
| Xian H-6                                      |                    | NR Kina                    | Avio cisterna                      | H-6U               | 10                       | 18                 |                                           |                    |                    |
| Jurišni helikopteri                           |                    |                            |                                    |                    |                          |                    |                                           |                    |                    |
| CAIC WZ-10                                    |                    | NR Kina                    | Jurišni helikopter                 | WZ-10              | 8                        | 100                | 6 Prototipa                               |                    |                    |
| Harbin WZ-9                                   |                    | NR Kina                    | Jurišni helikopter                 | WZ-9               | 30-40                    | 80                 |                                           |                    |                    |
| Changhe Z-11W                                 |                    | NR Kina                    | Jurišni helikopter                 | Z-11W              | 40                       |                    |                                           |                    |                    |
| Aérospatiale SA 342 Gazelle                   |                    | Francuska EU               | Jurišni helikopter                 | SA 342             | 8                        |                    |                                           |                    |                    |
| Transportni helikopter                        |                    |                            |                                    |                    |                          |                    |                                           |                    |                    |
| Mil Mi-8                                      |                    | SSSR                       | Transportni helikopter             | Mi-8               | 20                       |                    |                                           |                    |                    |
| Mil Mi-17                                     |                    | SSSR                       | Transportni helikopter             | Mi-17              | 240                      |                    |                                           |                    |                    |
| Changhe Z-11                                  |                    | NR Kina                    | Višenamjenski Helikopter           | Z-11               | 20                       |                    |                                           |                    |                    |
| Changhe Z-8                                   |                    | NR Kina                    | Transportni helikopter             | Z-8                | 35                       |                    |                                           |                    |                    |
| Harbin Z-9                                    |                    | NR Kina                    | Transportni helikopter             | Z-9                | 100                      |                    |                                           |                    |                    |
| Eurocopter AS 532 Cougar                      |                    | Francuska EU               | Transportni helikopter             | AS 532             | 6                        |                    |                                           |                    |                    |
| Sikorsky S-70 Black Hawk                      |                    | SAD                        | Transportni helikopter             | S-70C              | 24                       |                    |                                           |                    |                    |
| Neimenovane zračne letjelice                  |                    |                            |                                    |                    |                          |                    |                                           |                    |                    |
| IAI Harpy                                     |                    | Izrael                     | UCAV                               | IAI Harpy          | nepoznato                |                    |                                           |                    |                    |
| Shenyang BA-5                                 |                    | NR Kina                    | Vuča meta                          | ChangKong-1 (CK-1) | nepoznato                |                    |                                           |                    |                    |
| WZ-5                                          |                    | NR Kina                    | Vuča meta                          | ChangHong-1 (CH-1) | nepoznato                |                    | Najvjerojatnije prizemljeni               |                    |                    |
|                                               |                    |                            |                                    |                    |                          |                    |                                           |                    |                    |